# 班沙尔关帝庙
班沙尔关帝庙，位于中国青海省湟中县甘河滩镇上营村，为第八批青海省文物保护单位，公布日期为2008年4月10日，类型为古建筑。
班沙尔关帝庙的历史年代为清。